# Fabomyia viciafoliae
Fabomyia viciafoliae är en tvåvingeart som beskrevs av Fedotova 2004. Fabomyia viciafoliae ingår i släktet Fabomyia och familjen gallmyggor. Inga underarter finns listade i Catalogue of Life.